# Calothamnus rupestris

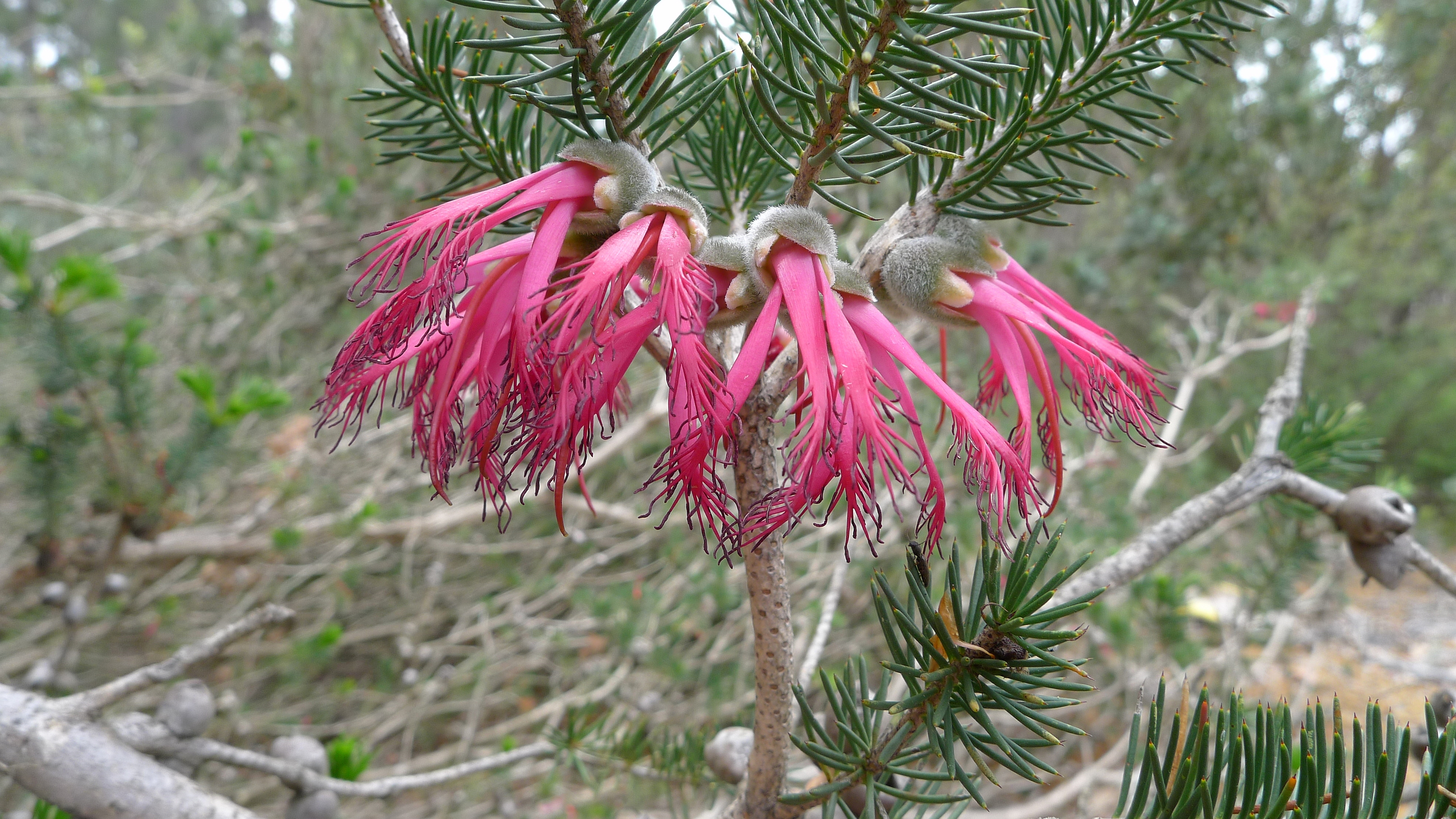
Inflorescència

Calothamnus rupestris és una espècie de planta de la família de les Mirtàcies, endèmica d'Austràlia. És un arbust que es troba sobre grava a afloraments de granit i roca, als vessants.